# Pacific Mail Steamship Company

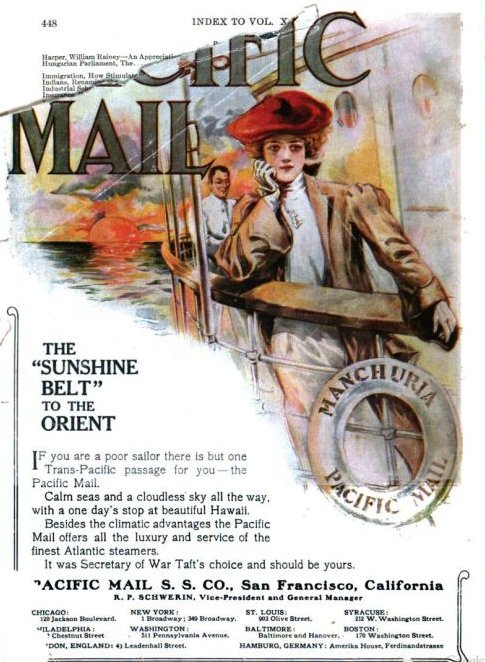
Werbung für die Pacific Mail Steamship Company von 1906 aus dem Magazin The World Today

Die Pacific Mail Steamship Company war ein 1848 von William Aspinwall unter Beteiligung der Firma Howland & Aspinwall gegründetes Unternehmen, das eine bedeutende Rolle in der Geschichte des Wilden Westen spielte. Aspinwall schloss vor der Gründung einen zehnjährigen Vertrag, der es erlaubte, Post vom Isthmus von Panama nach Kalifornien zu transportieren. Da es bei der Gründung der Kompanie noch keine Bahnstrecke zwischen der Ost- und Westküste der Vereinigten Staaten gab, war dies eine gewinnträchtige Route, um die Post zwischen Ost und West auszutauschen. Weitere Linien führten nach New York und Hongkong und zwischen China und Japan. Aspinwall blieb bis 1856 Präsident des Unternehmens.

## Geschichte
Schon zu Beginn machte das Unternehmen wegen des kalifornischen Goldrauschs (1848–1854) große Gewinne. Jährlich gab es eine Kapitalrendite von teilweise 30 Prozent. Mit der Regierung der Republik Neugranada wurde ein Vertrag ausgehandelt, der der Panama Railroad Company, die teilweise Aspinwall gehörte, exklusive Rechte auf den Eisenbahnbau gab. Mit der Fertigstellung 1855 wurde der Transport noch beschleunigt. 1865 wurde die Atlantic Mail Steamship Company aufgekauft, sodass die Kompanie Post von New York nach San Francisco transportierte. Im gleichen Jahr erwarb das Unternehmen eine zehnjährige Handelserlaubnis für den Ostasienhandel.
Schon fünf Jahre nach der Gründung wurden 18 Dampfschiffe betrieben, 1869 bereits 23. Jedoch fielen in der Folge die Gewinne, da die Bahnstrecken der Union Pacific Railroad und der Central Pacific Railroad zwischen Sacramento und Omaha im selben Jahr fertiggestellt worden war. Auch der Passagiertransport nahm stark ab. Außerdem wurden die Schiffe der Kompanie nicht schnell genug technologisch erneuert, sodass sie verstärkt den Druck von Konkurrenten wie der Occidental and Oriental Steamship Company spürte. Das Unternehmen konnte sich zunächst durch Verträge mit Australien und Neuseeland überlebensfähig halten, nach deren Ende wurde es jedoch 1893 von dem Bahnunternehmen Southern Pacific Company übernommen. 1912 wurde im Kongress ein Gesetz verabschiedet, das es verbot, dass Schiffe, die zu Bahnunternehmen gehörten, den im Bau befindlichen Panamakanal durchqueren dürfen. Nach mehreren weiteren Verkäufen, zuletzt an die American President Lines, wurde das Unternehmen immer bedeutungsloser und schließlich 1949 auch formal aufgelöst.

## Schiffe
Das erste Schiff der Pacific Mail Steamship Company war die California, die 1848 gebaut wurde. Schwesterschiffe waren die Oregon und die Panama. 1850 kaufte das Unternehmen zwei Schiffe, um ein Monopol im Handel zwischen Panama und Oregon aufzubauen, außerdem wurden vier weitere Schiffe selbst gebaut. 1864 wurde die Colorado fertiggestellt. 1867 wurde sie für den Handel mit China und Japan benutzt, nachdem die Hülle verstärkt und ein Mast hinzugefügt worden war.
Das Schiff City of Rio de Janeiro wurde 1878 in Dienst gestellt und gehörte ab 1881 der Pacific Mail und fuhr für den transpazifischen Passagierservice die Route San Francisco–Honolulu–Yokohama–Hongkong–San Francisco. Der Untergang des Schiffes am 22. Februar 1901 war wohl das bis heute schwerste Schiffsunglück in der San Francisco Bay Area.
Die größten Schiffe in der Geschichte der Reederei waren die beiden 13.639-Tonner Mongolia und Manchuria, die 1903 im unfertigen Zustand von der Atlantic Transport Line gekauft und 1904 in Dienst gestellt wurden.